# Ancín
Ancín (en castellà, cooficialment en basc Antzin) és un municipi de Navarra, a la comarca d'Estella Oriental, dins la merindad d'Estella. Limita a l'est amb Murieta, al sud amb Legaria i Piedramillera i a l'oest amb Mendaza. Està formada pels concejos d'Ancín i Mendilibarri.

## Demografia
| Evolució demogràfica                             | Evolució demogràfica | Evolució demogràfica | Evolució demogràfica | Evolució demogràfica | Evolució demogràfica | Evolució demogràfica | Evolució demogràfica | Evolució demogràfica | Evolució demogràfica | Evolució demogràfica |
| 1996                                             | 1998                 | 1999                 | 2000                 | 2001                 | 2002                 | 2003                 | 2004                 | 2005                 | 2006                 | 2007                 |
| ------------------------------------------------ | -------------------- | -------------------- | -------------------- | -------------------- | -------------------- | -------------------- | -------------------- | -------------------- | -------------------- | -------------------- |
| 276                                              | 265                  | 274                  | 301                  | 336                  | 382                  | 393                  | 393                  | 387                  | 373                  | 360                  |
| Fonts: Ancín i Institut d'Estadística de Navarra |                      |                      |                      |                      |                      |                      |                      |                      |                      |                      |